# Odem Arcarum
Odem Arcarum ist eine deutsche Black-Metal-Band, in welcher Mitglieder von Lunar Aurora, Secrets of the Moon und Negură Bunget mitspielen.

## Geschichte
Die Band wurde 1995 gegründet, veröffentlichte aber erst 2000 das erste offizielle Demo, lediglich 1999 erschien ein Live-Mitschnitt eines Konzerts auf Tape. 2003 folgte ein weiteres Demo sowie das damals zu zweit in Eigenproduktion aufgenommene Debütalbum Bloody Traces in the Virgin Snow. Die Produktion des Albums wird mit Ausnahme des Schlagzeugs als gut und über dem „BM-Schallplattenniveau“ beschrieben.
Das zweite Album erschien 2010 über das Label Osmose Productions und wurde im Gegensatz zum Vorgänger professionell aufgenommen und verarbeitet. Moritz Grütz bezeichnete die Musik der Band als anspruchsvoll und verglich sie mit Wolves in the Throne Room und Negură Bunget.

## Diskografie

### Demos und Promos
- 1999: Live ’99 (Demo)
- 2000: Awaiting the Horizon of Chaos (Demo)
- 2003: Promo ’03 (Promo)
- 2005: Promo 2005 (Promo)

### Alben
- 2003: Bloody Traces in the Virgin Snow (Eigenproduktion)
- 2010: Outrageous Reverie Above the Erosion of Barren Earth (Osmose Productions)